# اتفاقية اليونسكو بشأن التدابير الواجب اتخاذها لحظر ومنع استيراد وتصدير ونقل ملكية الممتلكات الثقافية
اتفاقية اليونسكو بشأن التدابير الواجب اتخاذها لحظر ومنع استيراد وتصدير ونقل ملكية الممتلكات الثقافية لعام 1970 هي معاهدة دولية. هذا هو أول اتفاقية دولية مخصصة لمكافحة الاتجار غير المشروع بالممتلكات الثقافية. تم اعتماده في المؤتمر العام السادس عشر لليونسكو في 14 نوفمبر 1970 في باريس ودخلت حيز التنفيذ في 24 أبريل 1972.
اعتبارا من يونيو 2014 فقد صدق على الاتفاقية 127 دولة.